# IC 5222
IC 5222 est une galaxie spirale barrée située dans la constellation du Toucan. Sa vitesse par rapport au fond diffus cosmologique est de 3 069 ± 13 km/s, ce qui correspond à une distance de Hubble de 45,3 ± 3,2 Mpc (∼148 millions d'al). Cette galaxie a été découverte par l'astronome américain DeLisle Stewart en 1900.
La classe de luminosité d'IC 5222 est III-IV et elle présente une large raie HI.  Elle renferme également des régions d'hydrogène ionisé. Selon la base de données Simbad, IC 5222 est une galaxie active de type Seyfert 1.

## Groupe de NGC 7329
Selon A. M. Garcia, IC 5222 est membre du groupe de NGC 7329. Ce groupe de galaxies renferme au moins 11 membres. Les autres galaxies sont NGC 7329, NGC 7358, NGC 7408, NGC 7417, les galaxies IC 5227, IC 5244, IC 5250, IC  5266 et IC 5272 de l'Index Catalogue, et ESO 109-32.